# 包忠傑
包忠傑（英語：Paul H. Bartel，1904年—2001年6月25日）美国传教士，在中国大陆、香港和美国的华人中间传教達70年之久。
1904年，包忠傑出生在中国河北省大名府，在山东省长大，父亲包志理是美国門諾会传教士，为在義和團之亂後首批進入中國的西方宣教士。1930年代，包忠傑前往四川和貴州边界的龍潭、松桃山區传教。1946年，包忠傑抵達上海，恢复宣道書局（今宣道出版社），开始主持文字工作。次年又开始担任《聖經報》主编，该报在1973年停刊，但是到2000年时包忠傑再度促成其复刊。
1949年以后，包忠傑受到中国政府驱逐，但他不愿返回美国，而是留在香港，继续向华人传教，并在香港出版《燈塔》雜誌。1969年，包忠傑退休返回美国，任教于加拿大聖經學院，并于1971年在加拿大雷城成立第一間華人宣道會。2001年6月25日，包忠傑在美国去世，享年97岁。
包忠傑的著作包括《詩篇註解》、《舊約中的禱告》和《新約中的禱告》，并且将宣信的《能力澆灌—舊約聖經論》和慕安德烈的《寶血的能力》译为中文。